# 48 Angels
48 Angels é um filme da Irlanda de 2006. Ele foi lançado inicialmente no Festival de Cannes. Em 11 de dezembro de 2007 foi lançado em DVD nos Estados Unidos e Canadá.

## Sinopse
Seamus é um menino de 9 anos que foi diagnosticado com uma doença grave. Em busca de um milagre, ele sai para encontrar a Deus e adiante, Deus vem para ele. Inspirado por São Columba e sua viagem para a ilha de Iona, Seamus estabelece em um pequeno barco sem remos ou vela. Em sua busca ele encontra James e Darry. Apesar do conflito inicial, o trio decide ficar junto e entram em uma jornada que resulta na cura de corações e mentes.

## Elenco
- Shane Brolly ... The Man 'Darry'
- John Travers ... James
- Ciaran Flynn ... Seamus
- Darragh Kelly ... Matthew
- Brendan Mackey ... O motorista
- Elizabeth Moynihan ... Mãe de Seamus
- Tom Murphy ... Stevie (Tom Jordan Murphy)
- Sean McGinley ... Billy
- Michelle Hand ... Grace
- Michael Quinn ... Pai de James
- Diarmaid Drumm ... Oficial do PSNI
- Brendan R. Burns ... Oficial do PSNI
- Declan O'Rourke ... Músico no Pub
- Clark Brolly ... Homem solitário no Pub (Clark Brolly)

## Recepção
Na revisão do site dove.org consta que ""48 Angels" é um filme escuro em ambos os aspectos, físico e de conteúdo. A história se passa na Irlanda, onde o clima é frio, cinzento, chuvoso e úmido durante todo o filme. O assunto é escuro tanto como bom, quando ele lida com a morte e o morrer. O sotaque irlandês é extremamente notável (...) Embora escura, a história é intrigante quando você vê os três personagens principais lidando com a sua experiência com a morte e o morrer de maneiras completamente diferentes."
No Home Theater Info diz: "Existem alguns filmes que são capazes de tocá-lo emocionalmente. (...) mas (este) se destaca acima do resto. (...) Marion Comer que escreveu, dirigiu e produziu esta pequena jóia do cinema. (...) A MTI Home Video não é conhecida por lançar DVDs de filmes de grandes orçamentos que todo mundo quer. Em vez disso eles são especializados em filmes de orçamentos menores. Típico de seus lançamentos este filme foi criado por alguém que ama a arte do cinema para outras pessoas que pensam. MTI atende a um público menor de colecionadores exigentes. É uma pena que um filme desta qualidade não vai ter a publicidade ou distribuição que os filmes muito menores recebem. Esta é mais uma declaração sobre o público do que o cineasta ou distribuidor."
Laura Tucker do FilmMonthly disse: "O tom geral de 48 Angels é bastante inesperado. O próprio nome, junto com a sinopse de um menino morrendo à procura de Deus e quando Deus encontra-lo, deixa-o (filme) com um certo brilho, uma perspectiva alegre do que esta importação irlandesa muito escura contém. (...) Mais uma vez, dependendo de suas próprias crenças pessoais, o final vai trabalhar em direção a eles (os meninos). Se você acredita que Deus não existe, você não vai encontrá-lo aqui. Se você acredita que existe um Deus, você vai encontrá-lo."